# 奈良県立筒井寮
奈良県立筒井寮（ならけんりつつついりょう）は、児童福祉法に基づく施設で、視覚障がい児及び聴覚障がい児を預かり、これを保護とするとともに児童の障害程度と心身の発達に応じ独立自活に必要な指導・援助を与える一方、学齢期の児童を盲学校、ろう学校、その他の学校に通学させ、将来より良い社会人として立派に自立できるように育成することを目的としている。
（2024年5月 施設解体）

## 所在地
- 〒639-1122 奈良県大和郡山市丹後庄町423

## アクセス
- 電車
  - 近鉄橿原線『筒井駅』から徒歩15分
  - JR大和路線『大和郡山駅』から奈良交通バス『丹後庄町』バス停まで徒歩5分

- 車
  - 国道25号線『筒井町』交差点付近右折または左折後、県道108号線3つ目の信号右折

## 近辺
- オークワ 大和郡山筒井北店
- 筒井城跡
- 奈良県立盲学校
- 奈良県立ろう学校
- 公益財団法人 奈良県食肉公社

## 沿革
- 昭和30年6月　奈良市油阪町に、盲、ろうあ児施設『平城寮』として開設
- 昭和44年3月　現在地に新築移転（3月31日）
- 昭和44年4月　経営主体を県とし、名称を『奈良県立筒井寮』として開設
- 昭和54年2月　指導訓練棟新築
- 昭和56年3月　保母宿舎を改築
- 平成元年3月　料理訓練室及び1F/2Fのトイレの増築・改修
- 平成9年3月　児童居室の改修
- 令和2年3月　登美学園とともに統合により閉寮

## 入所定員
- 視覚障害児　24名
- 聴覚障害児　30名

## 部屋名
- 1階
  - たか
  - きじ
  - こまどり
- 2階
  - のぎく
  - すみれ
  - どんぐり
  - あすなろ
  - とちのき

## 寮訓
- 健康
- 明朗
- 忍耐

## 指導内容
- 基本生活習慣の適応訓練
- 社会生活の適応訓練
- 学習指導（感覚・聴覚・言語訓練・ピアノ指導など）
- 作業指導
- 自立支援の概要

## 主な行事
- 4月　入学祝会・元職員の送別会
- 5月　親子レクリエーション
- 6月　保護者会・地域交流会
- 7月　七夕・スタミナ会・臨海訓練
- 8月　キャンプ・納涼大会・球技大会
- 9月　地域交流会
- 10月　外食会・ハイキング
- 11月　サイクリング
- 12月　クリスマス会
- 1月　雪中登山
- 2月　保護者会
- 3月　卒業祝会（送別会）

※毎月月末誕生会
※毎月月初め児童自治会
※避難訓練（夜中）

## 大阪府の盲あ・ろうあ児施設と交歓会
法然寮・平和寮との施設と交歓会が毎年に行われます。

## 退寮後の進路
- 職業訓練校
- 聴覚支援専攻科
- 専門学校
- 大手企業就職
- リハビリセンター
- 福祉施設移行
- 共同作業所施設

## 著名な出身者
- 陰地　広之
- 川口　和夫
- 小林　祥典
- 高田　康之